# 臺灣總督府警察官及司獄官練習所
25°02′10″N 121°30′21″E / 25.036000°N 121.505924°E

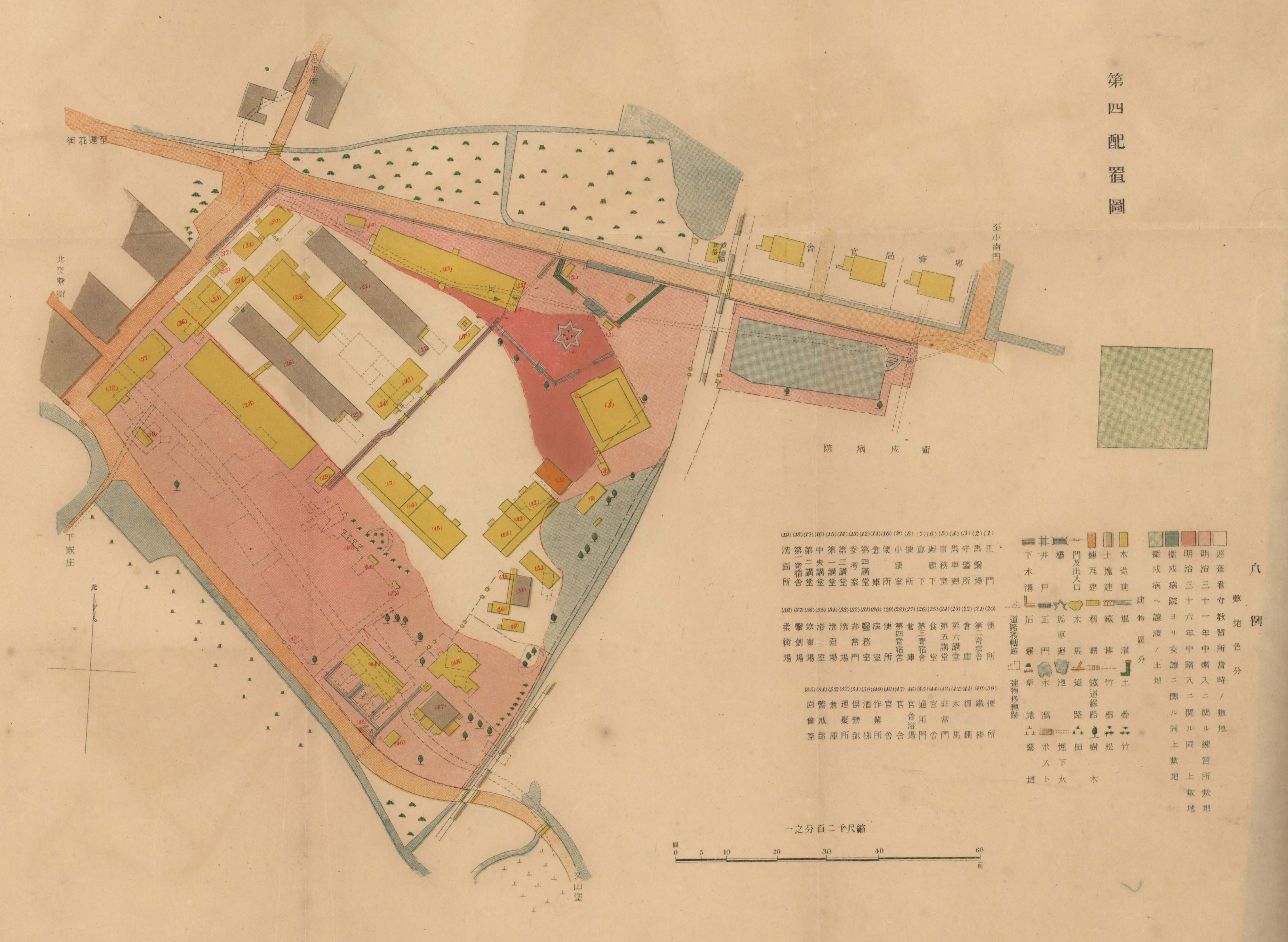
練習所配置圖 (約1909年)，現為龍山國中

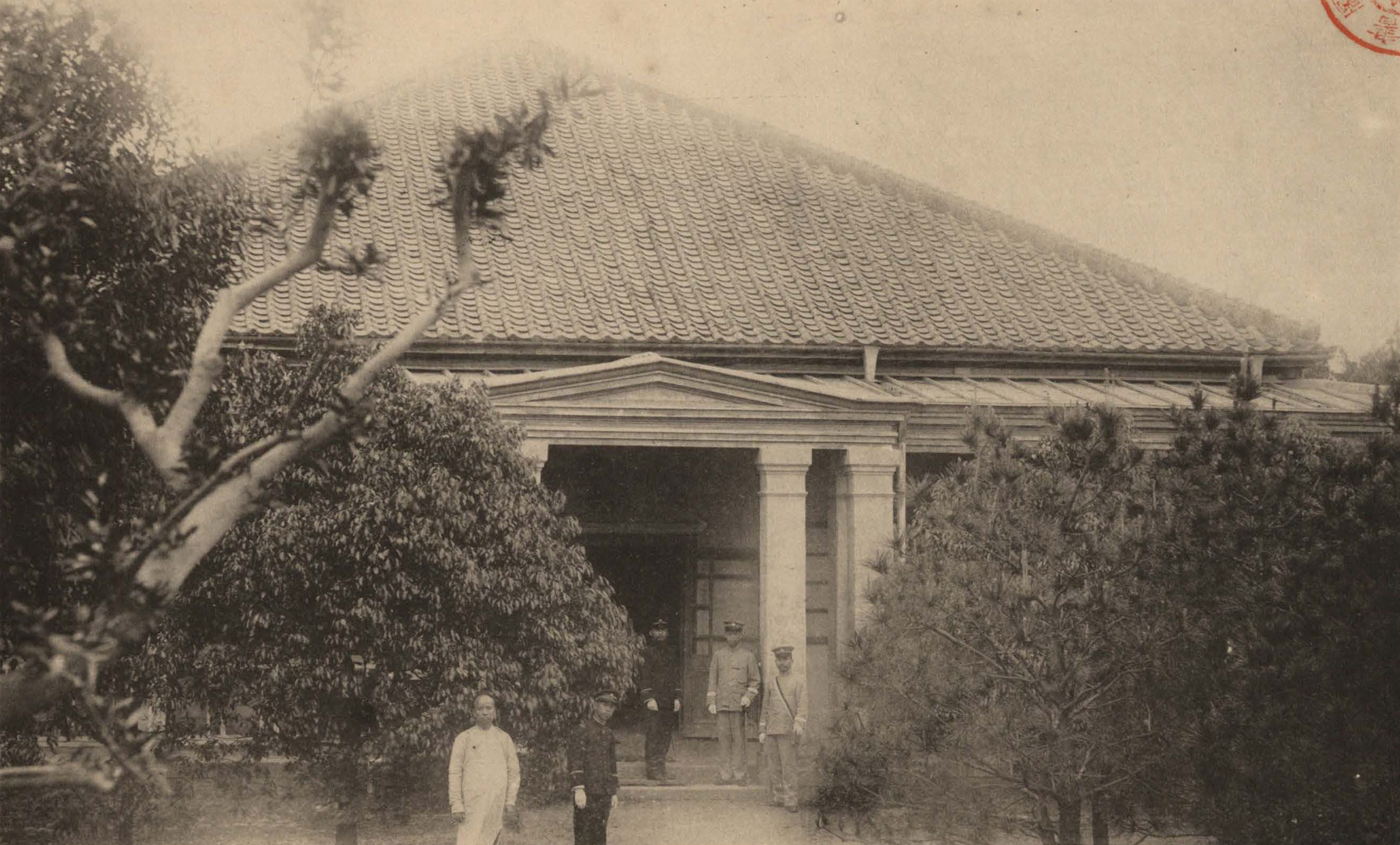
練習所事務所 (1907年)

臺灣總督府警察官及司獄官練習所為臺灣日治時期的警察、監所人員訓練機關，設置於1898年7月，位於臺北市八甲町。其簡稱為練習所，所內培訓人員稱為練習生，分為「警察官部」及「司獄官部」，其下再分為甲、乙科，以培訓臺灣的警力幹部及基層巡查。二戰後，練習所陸續成為臺灣省警察訓練所及中央警官學校在臺復校校地，直到行政院於1970年代核准此處增設龍山國中；於是中央警官學校在1977年遷到桃園縣，地上物則拆除以興建龍山國中校舍。
另外，日本於二戰前的類似機關還有日本內地的「警察講習所」（警察大學校前身）、「刑務官練習所」（矯正研修所前身），以及朝鮮的「警察官講習所」、「刑務官練習所」、滿州國中央警察學校、南洋廳警察練習所。

## 沿革

### 巡查看守教習所
日本治臺初期，首批從日本內地招募的警部70人，巡查400人在1895年7月27日抵達臺北，並隨著來臺日軍逐漸往臺灣南部推進，目標以平定各地治安。關於臺灣初期的警力配置，在1896年4月編制了警部230人、巡查1,387人，同年6月再改為警部250人、巡查3,100人。由於當時臺灣警察人力缺乏，在日本內地又有招募來臺巡查的困難，臺北縣警部長田中坤六及臺中縣警部長有川員壽在1896年8月，即向臺灣總督府建議設置臨時的巡查教習所，表示即將增加的1,600名巡查生，其中不乏無實務經驗者，故有設置臨時巡查教習所之急迫性，以培訓臺灣的警力。而在1897年的一年內，來臺巡查因各種因素被免職者達24%，其中亦有許多人因風土病而離職，亦顯示臺灣警力的缺乏。
因此，臺灣總督府於1897年4月，在臺北城小南門外設置「巡查看守教習所」，規定募集來臺的教習生在此經課程修了後再派遣。1897年10月，教習所的事務所、講堂、寄宿舍完工並舉行開所式。但因此時的治安事件頻傳、傳染病流行，依前述的警力配置仍難以維持全島治安，於是在後來實施三段警備制，由軍隊、憲兵和警察共同維護治安。

### 改設練習所
1898年3月上任的民政長官後藤新平在巡視教習所後，指出其設施、規模皆太小，且制度貧弱，無法亦富大量增加的教習生教養訓練。於是臺灣總督府於1898年6月公布「警察官及司獄官練習所官制」，並在同年7月1日正式設立，以訓練警部巡查、監獄書記看守關於職務所需之學術及實務內容，最初練習生招生名額為200人。在1898年8月，臺北城附近有匪徒襲來，練習所亦遭到攻擊，在練習所事務所外牆上留下了砲彈痕跡，而練習生亦加入平亂的行列。
1901年12月，招生員額增至250人。1906年4月1日，員額增至350人，並修築講堂、寄宿舍、倉庫等以擴充設施。於1907年11月，練習生120人在半夜被非常召集以支援平定北埔事件。此後，臺灣總督府為了加強心力於平定蕃地，於1909年在設置「理蕃本署」，而練習所也因此增加關於蕃地警務的訓練，包含兵式操練、電話、架設鐵絲網、開路、建造棧壕掩堡、架橋、建造隘寮、砲術等。1914年9月，乙科生自習室落成。1922年4月，武道場改建，是當時規模全島第一的武道場。
於1943年，志能鏑川於《臺灣警察時報》投書建議設立臺灣警察學校的可能性，以解決南方警察要員的養成問題，但在二戰結束前仍未實現。

### 二戰後接收
二戰後，警察官及司獄官練習所於1945年10月27日由臺灣省行政長官公署警務處接收，並成立「臺灣省警察訓練所」，但因原址過小，於同年12月1日撥用南門國民學校（今南門國小）作為訓練所分部。1948年4月1日，臺灣省警察訓練所改制為「臺灣省警察學校」（臺灣警察專科學校前身，1960年代遷到景美現址）。
另外，中央警官學校臺灣警官訓練班（簡稱臺幹班）於1948年7月1日成立於臺灣省警察學校之位置，而臺灣省警察學校則以原南門國校校址續辦全省的警察人員訓練。中央警官學校遷臺後，於1950年3月將臺灣省警察訓練所合併接訓學生，但在同年6月即因政府縮編而停招，直到1954年10月才復校。1970年代，因臺北市政府實施萬大計畫以拓寬舊市區道路，需由學校撥用部分校地及校舍，故中央警官學校於1973年將校本部遷至愛國東路，原校區僅留有大學部，直到1977年遷到位於桃園的中央警察大學現址。
至於獄政人員，則是於1952年由司法行政部委託中央警官學校開設「監獄官專修班」，於1963年改為獄政學系，為現在中央警察大學犯罪防治學系的前身。

## 練習生及課程內容

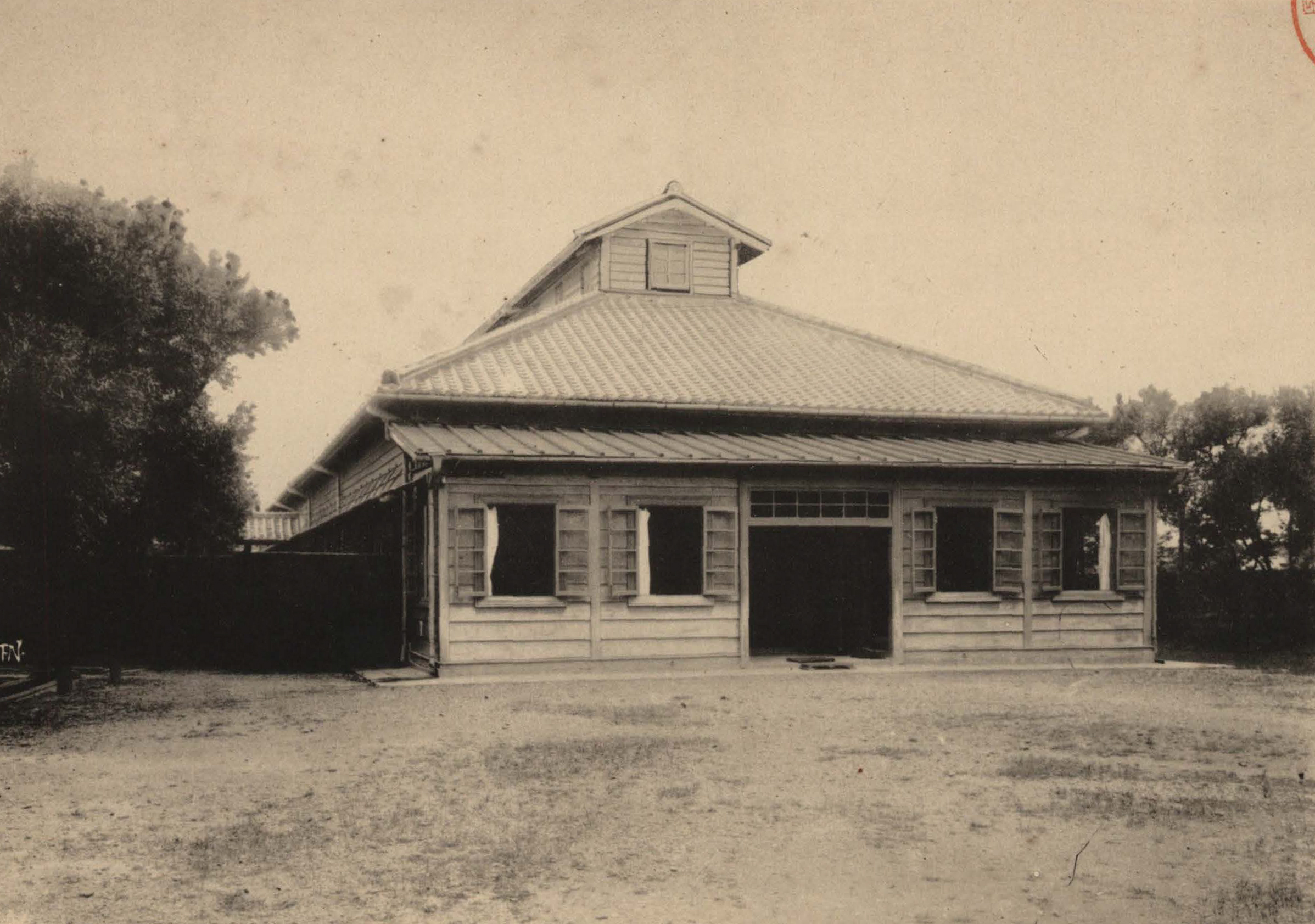
警察官及司獄官練習所甲科練習生寄宿舍

### 入所資格及類別
練習所的練習生大多是由日本內地招募而來，少數則是臺灣本島招募的日本人或臺灣人。其課程分為「警察官部」及「司獄官部」，各部下再分為甲、乙兩科。甲科練習生以現職警察為主，年紀至少35歲，並擔任巡查10年以上；其修業期間為1年，在修了通過後，約為中學校之程度，並有判任文官任用的資格。乙科生的年齡則是在20至35歲，修業期間為6個月。
1907年7月9日，警察官部甲科增加「警部補練習生」，司獄官部甲科的「監獄書記練習生及看守長練習生」改為「監吏練習生」，而警察官部在必要時可設置「特種科」以招收特種練習生。於1938年6月9日，司獄官部甲科的「監吏練習生」改為「看守長練習生」，並於警察官部增設「特別乙科」，以培訓巡查部長，其入所條件幾乎與甲科生相同，但修業期間僅需3個月。
練習所自1898年設置至1925年3月，已訓練了警部練習生1,228人、巡查練習生17,990人、看守長練習生79人、看守練習生2,544人、特科練習生506人。一年大約會有五百至六百多位乙科生結訓，投入基層的巡查職位。

### 科目
練習生在修業期間皆必須住在練習所的宿舍，而其早期的科目包含：訓話、常識、操練、點檢、禮式、游泳、武術、戶口制度要論、地方警察實務要論、刑法要論、臺灣事情、司法警察、傳染病醫學提要、衛生行政法要論、行政警察法、法學通論、土語（臺語）；其中土語的授課時數比例超過20%，遠高於其他課程，若畢業時的臺灣語表現佳，會有津貼獎勵，但其推行成效仍不彰。1928年2月17日，課程的「土語」改稱「臺灣語」。於1938年為因應當時的戰時體制，科目加重經濟統治之管制及治安、思想控制，此時警察官部甲科的科目包含訓育、國史、憲法、行政法、警察行政、刑法、刑事訴訟法、民法、商法、國際法大意、財政經濟及社會問題、犯罪搜查、犯罪心理、法醫學、衛生一般、臺灣語、點檢、禮式、操練、武道(柔道、劍道)、體操。司獄官部甲科則是將警察、犯罪相關之科目改為刑務法令、戒具使用法。
| 官部     | 甲科               | 特別乙科       | 乙科       |
| -------- | ------------------ | -------------- | ---------- |
| 警察官部 | 警部、警部補練習生 | 巡查部長練習生 | 巡查練習生 |
| 司獄官部 | 看守長練習生       | -              | 看守練習生 |

### 著名練習生
- 湯德章
- 陳達儒
- 許丙丁

## 所長
警察官及司獄官練習所所長大多由警務最高機關首長兼任。
| 姓名       | 在任時間(起-訖) | 在任時間(起-訖) | 官職         |
| ---------- | --------------- | --------------- | ------------ |
| 湯目補隆   | 1898年7月1日    | 1903年3月21日   | 總督府參事官 |
| 大島久滿次 | 1903年3月31日   | 1908年5月30日   | 警視總長     |
| 森孝三     | 1908年5月31日   | 1909年5月       | 事務官       |
| 川村竹治   | 1909年12月20日  | 1910年9月16日   | 內務局長     |
| 龜山理平太 | 1910年9月15日   | 1915年1月8日    | 警視總長     |
| 中山佐之助 | 1915年1月14日   | 1915年12月17日  | 總督府警視   |
| 得能佳吉   | 1915年12月17日  | 1917年7月31日   | 總督府警視   |
| 湯池幸平   | 1917年8月30日   | 1919年4月18日   | 警視總長     |
| 富島元治   | 1919年5月21日   | 1920年8月30日   | 警視總長     |
| 川崎卓吉   | 1921年1月25日   | 1912年9月17日   | 警務局長     |
| 相賀照鄉   | 1921年9月27日   | 1922年11月27日  | 警務局長     |
| 竹內友治郎 | 1922年12月22日  | 1923年12月8日   | 警務局長     |
| 尾崎勇次郎 | 1924年3月11日   | 1924年9月27日   | 警務局長     |
| 坂本森一   | 1924年10月2日   |                 | 警務局長     |

## 徽章及臂章
練習所的徽章為代表警察的金色五角形旭日章（尖端內凹），和代表獄吏的銀色五角形旭日章（尖端外凸）重疊組成。練習生的制服手臂要縫製邊長1寸2分的方形臂章，臂章圖案為一「練」字，警察官部的樣式為白底紅字，司獄官部為紅底白字。

## 建物
警察官及司獄官練習所沿用1897年4月設立的巡查看守教習所，此所在於清治時期的演武場，並徵收相鄰萬安街的民有地。練習所整體建物配置大致於1899年底才完工，建築風格為陸軍士官學校、陸軍戶山學校之折衷，並帶有臺灣熱帶之特色；相較於當時其他仍沿用清代建物的官廳，練習所是臺北是唯一白灰外牆的建築物。練習所於1925年之設施有講堂、武道場、參考品室、寄宿舍及自習室、食室、醫務室及病室、守警所(正門右側)、警戒勤務所、炊事場及浴室、附屬設施（圖書室、娛樂室、酒保、理髮所、網球場、相撲場、大弓場）、職員官舍。

### 大門

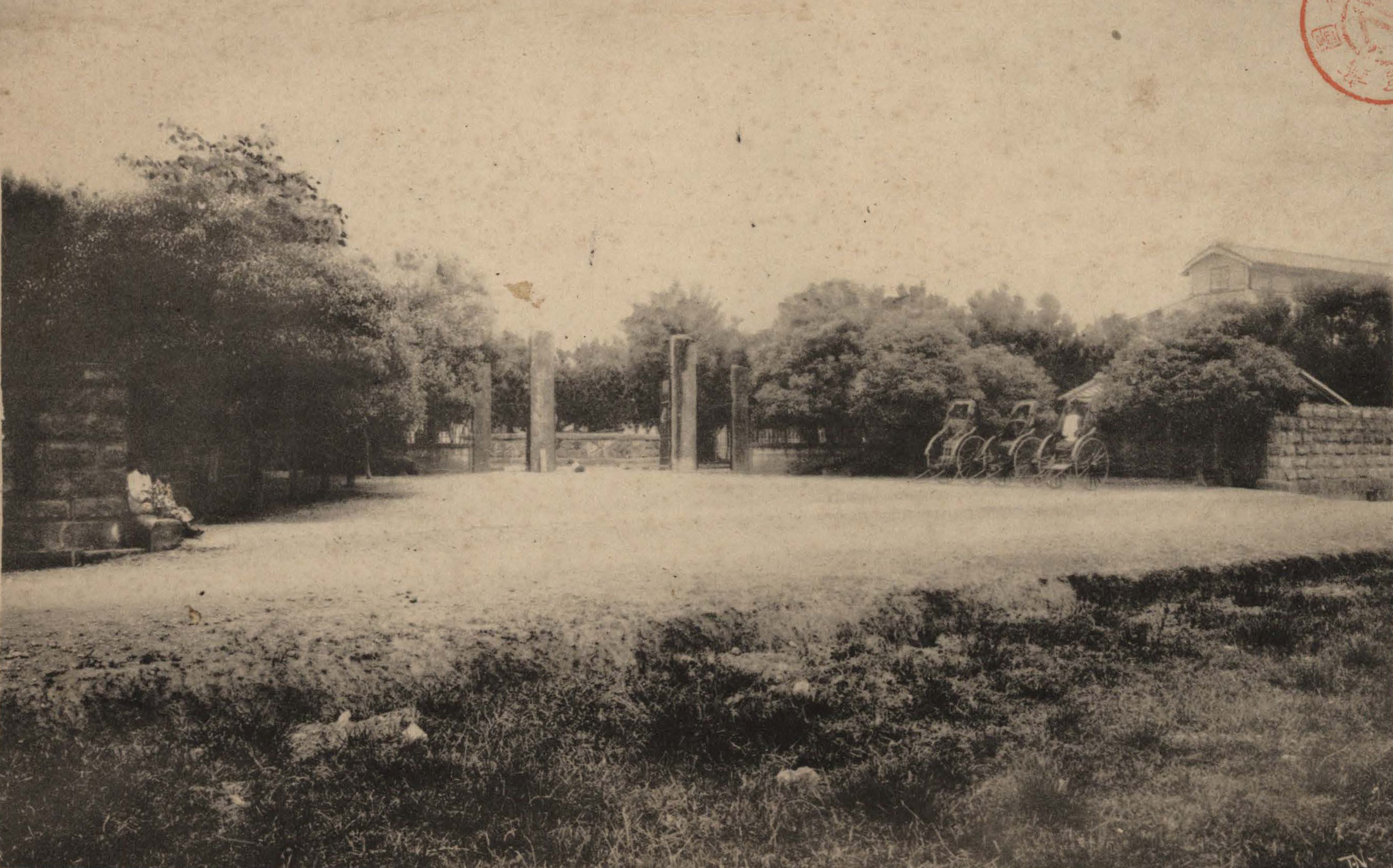
警察官及司獄官練習所大門大，門柱文字為《海行兮》

練習所於臺北市實施町名改正後的地址為臺北市八甲町一丁目21番地，其大門位於現今廣州街上（二戰後地址為廣州街20號），大門門柱刻有出自《海行兮》的漢字：「海行者美都久屍，山行者草牟須屍。大皇乃敝爾許曾死，米可弊里見波勢自。」意味即使死於海及山中，亦不後悔為天皇而死，以勉勵練習生忠義之氣節。在大門兩側的圍牆是建於1901年，石材來自臺北城拆除的城牆，圍牆東側則有縱貫線鐵路行經（今中華路二段）。

### 刑事參考室
警察官及司獄官練習所於1905年設立「刑事參考室」，曾收藏西來庵事件、土庫事件證據物（柯象木乃伊）。

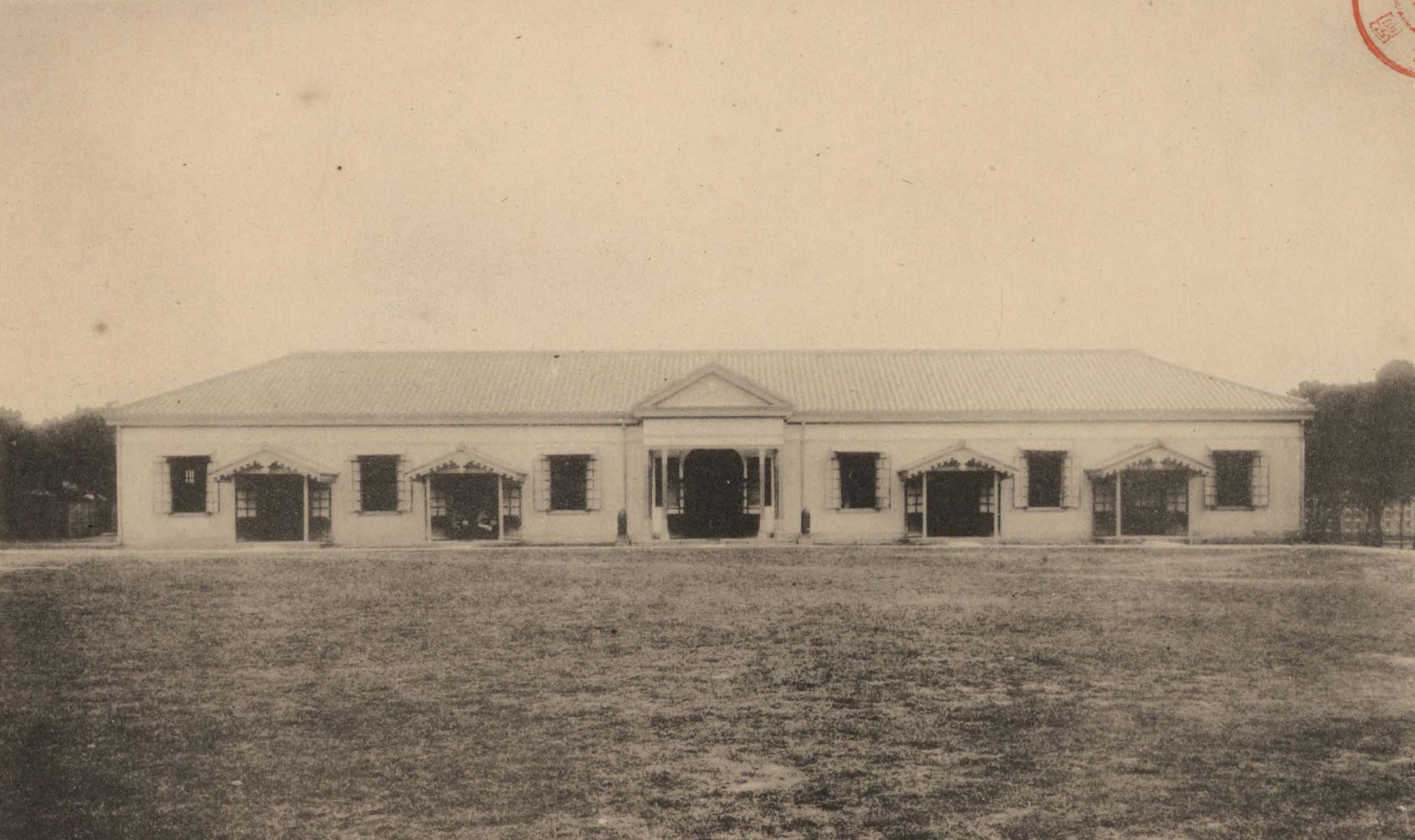
警察官及司獄官練習所第一第二講堂

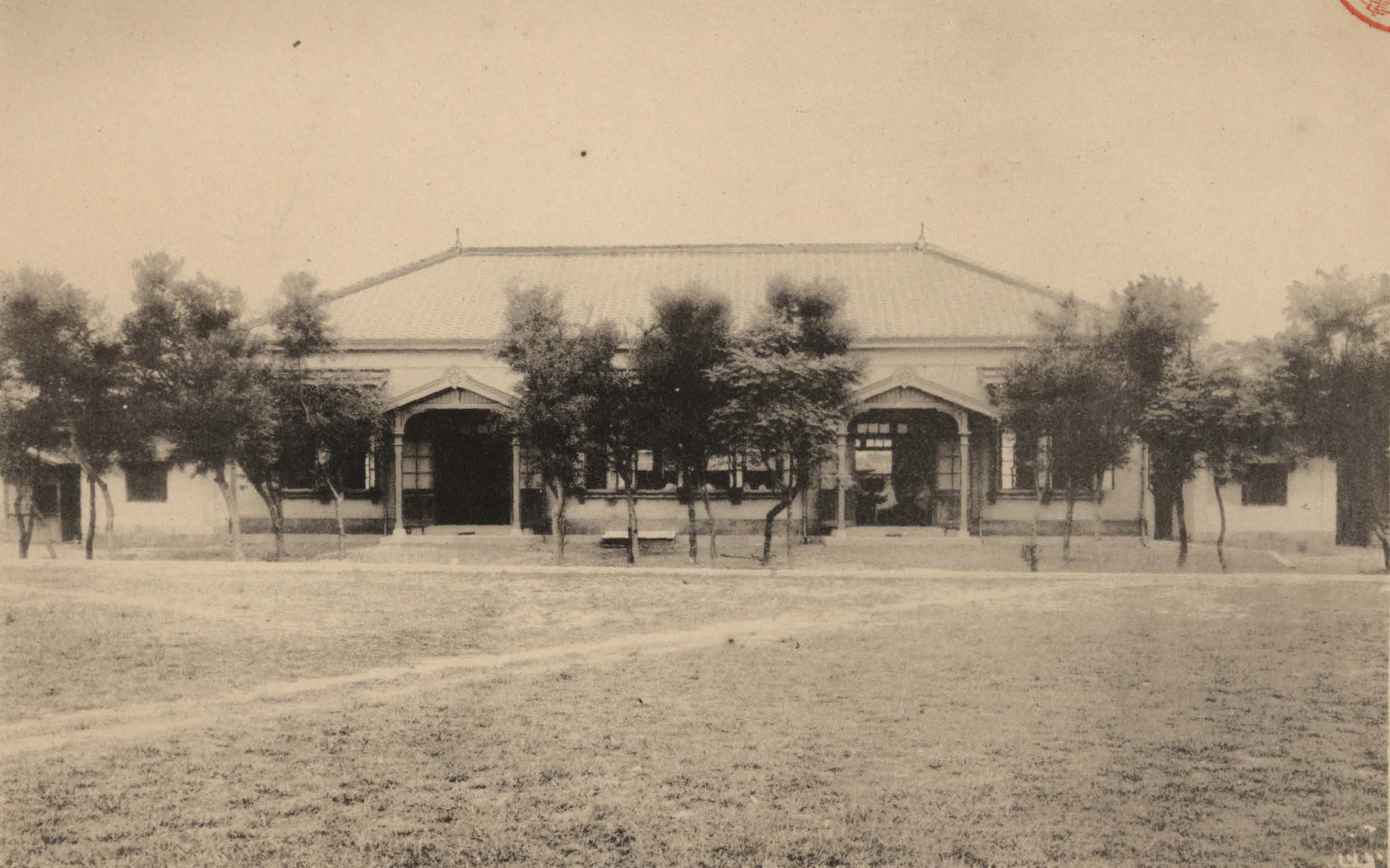
警察官及司獄官練習所第五第六講堂

## 練習所歌
練習所在1927年向練習生募集了練習所歌，最後選定了兩首，其一為「椰子的果實」，譜曲自土井晩翠作之「星落秋風五丈原」；其二為「環繞的彩雲」，譜曲自第一高等學校的寮歌「嗚呼玉杯」。其旋律皆使用當時膾炙人口的歌曲，以易於唱頌。
| 段落 | 歌詞 | 歌詞(中譯) |
| ---- | --- | --- |
| 1    | 椰子の実みのる南瀛の 緑風薫る臺北に 古色を誇る「海行かば みづく屍」の門柱 輝きのぼる旭日の 徽章(しるし)崇(け)高き練習所           | 臺灣的椰子果實 綠色的薰風拂過臺北 古色古香值得誇耀的海行兮門柱 如光輝般旭日東昇 志向高昂的練習所                    |
| 2    | 晨(あした)の星に身を鍛え 夕の月に魂(たま)を練る 吾等が業(わざ)はやがてまた 治安化育を雙肩に 担はんためと君知るや 使命は重し練習所 | 在清晨的星空下鍛鍊身體 在黃昏的月亮下鍛鍊靈魂 吾等的志業 是擔在雙肩上的治安教化 你可知道我們的任務 使命重大的練習所 |
| 3    | 明治三十有一年 礎一度立ちてより 時ゆき人は変れども 希望(のぞみ)は永遠(とは)に高砂の 島の栄えと民の和を 理想は高し練習所           | 自明治三十一年 立下重要的基礎 即使人員隨著時間變遷 期待永遠的高砂之島 島嶼的光榮及人民的平和 理想崇高的練習所       |

| 段落 | 歌詞 |
| ---- | --- |
| 1    | 彩雲めぐる大屯山 その秀麗の精を受け 淡水河畔の聖境に 破邪の剣を身に帯びて 不覊卓犖(たくらく)の青年が 誓ひ集(つど)ひし練習所                 |
| 2    | 義憤の血潮胸に燃え 時と人とを諭すべく 治安の理想を抱きつゝ 混濁の世にわれ起てば 妖雲散りて旭日の 光さえぎる雲もなし                         |
| 3    | 時艱にして義を思ひ 濁世(だくせ)に節を偲ぶかな よし世の浪は荒くとも 時習の力振ひなば 世路の難苦も物ならず 天魔の壁も何かある                 |
| 4    | 八甲寮の健男児 虚声偽涙を外(よそ)にして 只真心の愛をもち 幾百万の民草に 一視同仁隔てなき 聖旨行ふ尊ふとさよ                                 |
| 5    | 不眠不休に絶へ間なき 保安化育の我任務(つとめ) 高き啓示(さとし)を身に受けて 旭光影に照り映えば 偸安(とうあん)の夢何時か醒め 鉄腕火あり響あり |
| 6    | されば吾友叫ばずや 此処臺北の单(みんなみ)に 老幹疎松の霊にふれ 朝(あした)警世の書を開き 夕降魔の剣を練る 吾練習所の生活を                   |

## 出版物
- 臺灣語教科書
- 警察會話編
- 臺灣戶口制度要論
- 臺灣地方警察實務要論
- 臺灣總督府警察官及司獄官練習所寫真帖
- 臺灣總督府警察官及司獄官練習所沿革誌